# Amblytropidia mysteca
Amblytropidia mysteca är en insektsart som först beskrevs av Henri Saussure 1861.  Amblytropidia mysteca ingår i släktet Amblytropidia och familjen gräshoppor. Inga underarter finns listade i Catalogue of Life.